# Piptocephalidaceae
Piptocephalidaceae Sred. – rodzina grzybów z rzędu zwierzomorkowców (Zoopagales).

## Charakterystyka
Większość gatunków Piptocephalidaceae to grzyby nagrzybne pasożytujące na grzybach pleśniakowcach (Mucorales), ale niektóre taksony są także pasożytami (lub są o to podejrzane) grzybów niedoskonałych lub workowców (Ascomycota), należą do nich gatunki Piptocephalis xenophila, Syncephalis sphaerica i Syncephalis wynneae.
Grzyby koprofilne, najczęściej występujące na odchodach zwierząt, zwłaszcza wszystkożernych gryzoni, takich jak szczury i myszy. Rzadziej znajdywano je również w glebie, ale niektórzy mykolodzy podają, że Piptocephalis, a zwłaszcza Syncephalis są powszechne w glebie i ściółce, byleby byli tam przedstawiciele pleśniakowców, na których pasożytują.
Tworzą grzybnię złożoną z prostych lub rozgałęzionych, septowanych lub nieseptowanych strzępek tworzących merosporangie bezpośrednio na nienabrzmiałych końcach strzępek lub na nabrzmiałych, grubościennych sporangioforach. Merosporangie zawierają jedną lub kilka sporangiospor powstających akropetalnie. Zygospory powstają na przylegających, równoległych lub splecionych gametangiach.

## Systematyka i nazewnictwo
Pozycja w klasyfikacji według Index Fungorum:
Piptocephalus, Piptocephalidaceae, Zoopagales, Incertae sedis, Zoopagomycetes, Zoopagomycotina, Zoopagomycota, Fungi.
Takson ten utworzył w 1873 r. Nikołaj Sriedinski. Początkowo rodzina Piptocephalidaceae zaliczana była do rzędu pleśniakowców (Mucorales), ale w 1979 r. Benjamin przeniósł ją do rzędu zwierzomorkowców ze względu na podobieństwa w tworzeniu się merosporangiów, morfologii zygospor.
Według Index Fungorum bazującego na Dictionary of the Fungi do rodziny tej należą rodzaje:
- Piptocephalis de Bary 1865
- Syncephalis Tiegh. & G. Le Monn. 1873[2].